# همیشه عاشقت خواهم بود
«همیشه عاشقت خواهم بود» (به انگلیسی: I Will Always Love You) یک تک‌آهنگ از دالی پارتن است که در سال ۱۹۷۴ میلادی منتشر شد. اجرای ویتنی هیوستون از این آهنگ که در فیلم بادیگارد قرار گرفت بسیار محبوب است.